# Kurt Tucholsky-Gesellschaft

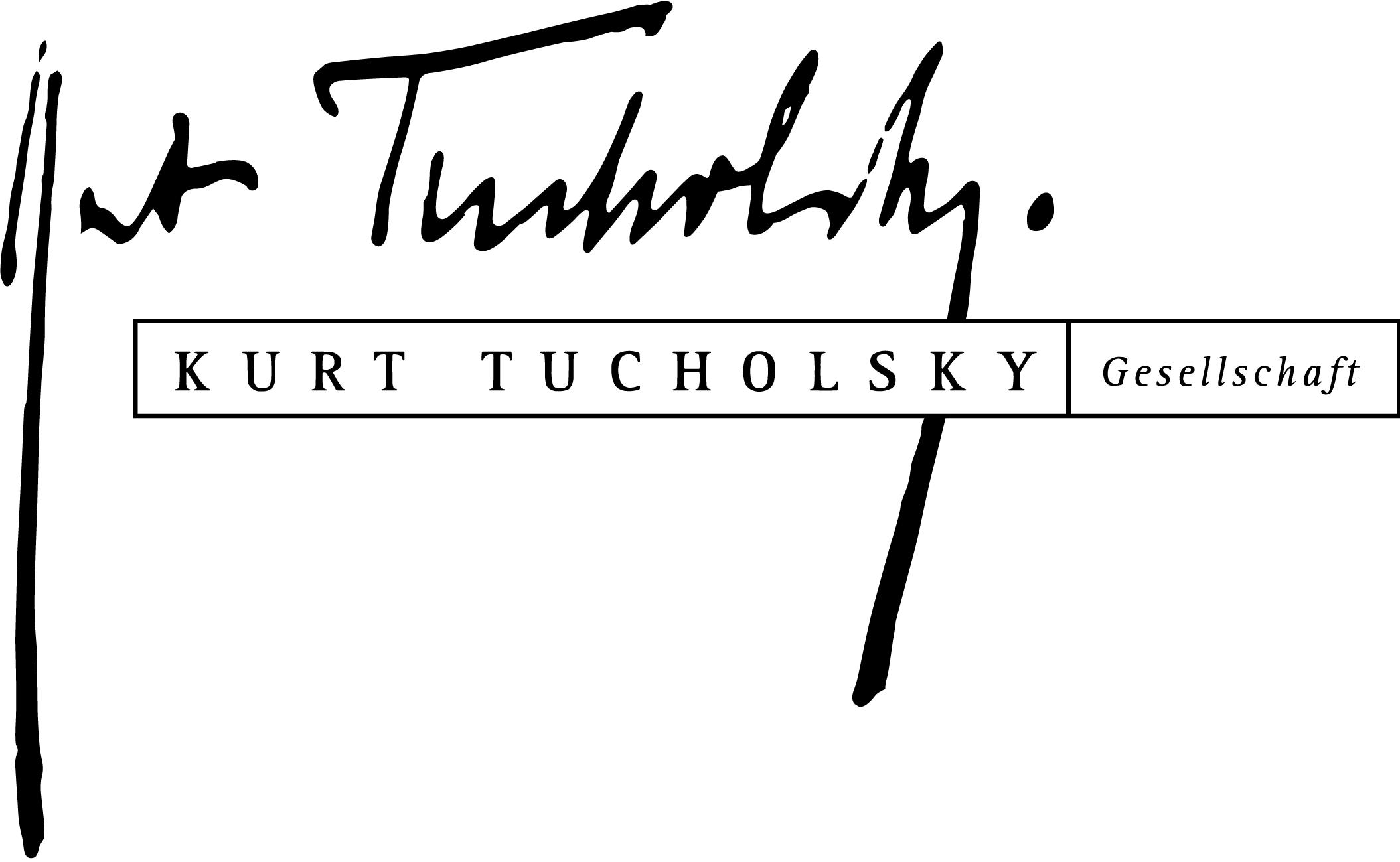
Logo der Kurt Tucholsky-Gesellschaft

Die Kurt Tucholsky-Gesellschaft e.V. will als literarische Vereinigung die Beschäftigung mit Leben und Werk Kurt Tucholskys pflegen und fördern. Sie hat ihren Sitz in Tucholskys Geburtsstadt Berlin. Als Publikationsorgan der Kurt Tucholsky-Gesellschaft erscheint dreimal im Jahr ein Rundbrief. Die Kurt Tucholsky-Gesellschaft gibt zudem eine eigene Schriftenreihe heraus, in der vorrangig die Dokumentationen der alle zwei Jahre von ihr organisierten wissenschaftlichen Tagungen erscheinen. Alle zwei Jahre vergibt sie den Kurt Tucholsky Preis für literarische Publizistik.

## Geschichte
Die Gesellschaft wurde am 2. April 1988 in Weiler-Simmerberg gegründet. Seither fanden 26 Tagungen an verschiedenen Orten im In- und Ausland statt. Bei der Wahl des Ortes für die nicht-wissenschaftlichen Tagungen (die wissenschaftlichen Tagung finden stets in Tucholskys Geburtsstadt Berlin statt) werden Bezüge zu Tucholskys Leben gesucht.
Die Gesellschaft ist Mitglied in der Arbeitsgemeinschaft Literarischer Gesellschaften und Gedenkstätten e. V.